# Драган Мраовић
Драган Мраовић (Нови Сад, 4. октобар 1947 — Београд, 19. март 2022) био је српски песник, преводилац, дипломата, професор и културни радник. Био је почасни члан-оснивач Адлигата где се налази његова легат са библиотеком од преко пет хиљада књига.

## Биографија
Завршио основну школу и гимназију у Зајечару, а Филолошки факултет у Београду, одсек за италијански језик и књижевност и француски језик.
Био је преводилац, новинар, директор у „Застави“, уредник у Културно–просветној заједници Београда, опуномоћени министар у Министарству спољних послова, генерални конзул Савезне Републике Југославије у Италији, професор италијанског језика и књижевности у првој српској Гимназији у Сремским Карловцима, доцент на Филолошком факултету Универзитета у Барију, у Италији, коментатор Радио Ватикана за Балкан.
Пише за децу и одрасле и преводи са француског и италијанског као и на италијански језик. Објавио је 166 књига, од чега 19 ауторских (пет у Италији на италијанском језику) и 147 књига превода (60 на италијански, у Италији, 85 са италијанског на српски, и 2 са француског). Објављивао у многим домаћим и иностраним часописима. Заступљен у зборницима и антологијама у земљи и иностранству. Превођен на италијански, енглески, јерменски, румунски, бугарски, шведски и грчки језик.
Члан је Научног одбора италијанског геополитичког часописа Евроазија из Парме и дописник из Београда дневног листа Ринашита из Рима. Уредник је у српском геополитичком часопису Нација и стални сарадник Геополитике и Печата из Београда. Колумниста је дневног листа Дан из Црне Горе. Члан је редакције италијанског књижевног часописа Ла Вализа из Барија. Главни и одговорни уредник је Песничких новина.
Организатор многих књижевних манифестација у земљи и иностранству. Боравио је у многим земљама света, а живео и радио у Торину и Барију око седамнаест година. Сада живи у Земуну. Члан је Удружења књижевника Србије и Удружења новинара Србије.

## Преводилачки рад
Превео и објавио више од две стотине домаћих аутора у Италији и више од стотину италијанских писаца у Србији и Црној Гори, у књижевној периодици. Међу његове значајније преводе са италијанског спадају Божанствена комедија Дантеа Алигијерија, избор и превод целокупних дела Ђакома Леопардија Почивај заувек уморно срце моје, затим Декамерон Ђованија Бокача, Расправе и математички докази о две нове науке које се баве механиком и локалним кретањима Галилеа Галилеја, Исус из Назарета папе Бенедикта Шеснаестог, романи Рафаела Нигра Ватре Базента и Крстарица медуза, поезија Данијелеа Ђанканеа Отровница у телу, песме Пијетра Аретина Блудни сонети и Сандра Пене Песме, затим поема Габријела Д’Анунција Ода народу српском, први пут преведена у целини на српски језик.
Такође су значајни преводи Историје филозофије права Гвида Фасоа, Демократија, шта је то? Ђованија Сарторија, Анатомски атлас Адријане Ригути и групе сарадника. Од превода на италијански треба поменути књиге чији су аутори Десанка Максимовић, Бранко Миљковић, Милован Витезовић, Љубивоје Ршумовић, Томислав Мијовић, Драгомир Брајковић, Миодраг Ђукић, Вукман Оташевић, Саша Хаџи Танчић, Адам Пуслојић, Срба Игњатовић, Душан Ковачевић, Љиљана Хабјановић Ђуровић, као и монографију о Манастиру Дечани, монографију о Манастиру Хиландар, итд.

## Легат Драгана Мраовића
Мраовић је почасни члан-оснивач Удружења за културу, уметност и међународну сарадњу „Адлигат”.
Легат Драгана Мраовића који се налази у Адлигату обухвата више од пет хиљада књига из области италијанистике.

## Награде и признања
Добитник је многих награда у земљи и иностранству, а међу њима Награде Бодини за поезију у Барију, 1989, затим награде Микина чаша књижевне колоније у Сићеву, 1993, и признања Домановићевих дана сатире у Београду 1995, Октобарске награде за књижевност Града Београда за 1996, Златног беочуга Културно просветне заједнице Београда за трајни допринос култури за 1999, Вукове награде за 2004. и награде Павле Марковић Адамов, за животно дело, 2005. године (Сремски Карловци).
Одликован је, 2010. године, руском медаљом Николај Фјодорович Фјодоров и Витешким крстом руске Асоцијације витезова.
Одлуком Владе Републике Србије од децембра 2011, добио је Признање за врхунски допринос националној култури. Добитник је награде Венац врдничке виле, 2012. Италијански град Бишеље му је доделио награду Печат града Бишељеа, 2013, а добитник је и награде Бранковог кола Печат вароши сремскокарловачке.
Београдски афористичарски круг доделио му је Признање Сатира феста 2013. за афирмацију српског афоризма у свету.
Добитник је традиционалне књижевне награде Ђурин шешир.
Заступљен је у енциклопедији личности Новог Сада, у издању Завода за уџбенике (2013) и у Српски Who is who — азбучник савремених елита у Србији.

## Дела

### Ауторске књиге
1. Долазак у сећање, песме, Крагујевац, 1982.
2. Папирне лађе, песме за децу, Београд, 1985.
3. Живеле мале враголије, песме за децу, Никшић, 1987.
4. L'erba del mio volto (Трава мога лица), песме на италијанском језику, превод аутора, Бари, Италија, 1989.
5. Evviva il primo amore (Живела прва љубав), песме за децу на италијанском језику, превод аутора, Бари, Италија, 1990.
6. Најбоља песма, песме, Ниш, 1991.
7. Боемска књига, прво издање, Сремски Карловци, 1994.
8. Боемска књига, друго проширено издање, Београд, 1994.
9. Ноћас сам сањао љубави, песме, Ниш, 1994.
10. Еротска кухиња, кувар, под псеудонимом Мира Ноглер — Драган Детелинара, Београд, 1996.
11. Еротски кувар, кувар, под псеудонимом Мариа Ноглер — Драго Драгоне, Београд, 1998.
12. Тимочке несанице, песме, Зајечар, 1998.
13. L’arazzo, песме на италијанском, превод аутора, Бари, Италија, 2002.
14. Свети Никола (са Зораном Сарамандићем), монографија, Подгорица, 2003.
15. Прах срца, песме, Београд, 2006.
16. Мали саобраћајни бонтон, песме за децу, Београд, 2007.
17. Il patentino per i ragazzi, Корато, Италија, 2008.
18. Боемска књига, треће издање проширено у односу на претходна два, Београд, 2010.
19. Libro bohémien, песме, Корато, Италија, 2011.

### Књиге превода
1. Жан де Фаст, Хорде са планете Идо, роман, превод са француско Горњи Милановац, 1980.
2. Габријел Жан, Плава бића са планете Рехан, роман, превод са француског, Горњи Милановац, 1980.
3. Ана Сантоликуидо, Камена кућа, песме, избор и превод са италијанског, Никшић, 1988.
4. Виторино Курчи, Песме за Џејн, песме, избор и превод са италијанског, Никшић, 1989.
5. Данијел Ђанкане, Отровница у телу, песме, избор у превод са италијанског, Ниш, 1989.
6. Саша Хаџи Танчић, Il cuore è una pietra (Срце је камен), приповетке, избор и превод на италијански, Бари, Италија, 1989.
7. Вукман Оташевић, Nostalgia del fiore (Носталгија за цвијетом), песме, избор и превод на италијански, Ноћи, Италија, 1989.
8. Десанка Максимовић, L’usignuolo della Jugoslavia (Славуј из Југославије), песме, избор и превод на италијански, Бари, Италија, 1989.
9. Трагови на Јадрану — Orme sull’Adriatico, антологија поезије Црне Горе и Пуље, двојезично издање, превод на италијански и са италијанског, Никшић, Југославија — Бари, Италија, 1989.
10. Димитрије Миленковић, Senza Noè (Без Нојеа), песме, избор и превод на италијански, Бари, Италија, 1990.
11. Рино Бизаро, Криво огледало, песме, избор и превод са италијанског, Ниш, 1990.
12. Видосав Петровић, Dietro il sipario (Иза застора), приповетке, избор и превод на италијански, Бари, Италија, 1991.
13. Енрико Бањато, Девојка у џинсу, песме, избор и превод са италијанског. Ниш, 1991.
14. Примо Леоне, Земља снова, песме, избор и превод са италијанског, Ниш, 1992.
15. Анђела Де Лео, Плаветнило, песме, избор и превод са италијанског, Београд, 1992.
16. Марко И. де Сантис, Јесен у срцу, песме, избор и превод са италијанског, Београд, 1992.
17. Блажо Перовић, Il volto dell’aurora (Зоролик), песме, избор и превод на италијански, Бари, Италија, 1992.
18. Слободан Стојадиновић, Il fuoco nero (Црна ватра), песме, избор и превод на италијански, Бари, Италија, 1992.
19. Горан Станковић, Cyberpunk, песме, превод на италијански, Бари, Италија, 1992.
20. Жарко Димић, La casa sulla strada (Кућа на друму), песме, избор и превод на италијански, Бари, Италија, 1993.
21. Винћенцо Галина, Тестамент, песме, избор и превод са италијанског, Београд, 1993.
22. Ђана Салустио, Заседа времена, песме, избор и превод са италијанског, Сремски Карловци, 1993.
23. Донато Алтомаре, Небески народ, проза СФ, избор и превод са италијанског, Ниш, 1993.
24. Добривоје Јевтић, Un pomeriggio con le armi (Поподне с оружјем), превод на италијански, Бари, Италија, 1993.
25. Вид Вукасовић, Il filo di Arianna (Аријаднина нит), проза СФ –радиофонске игре, Бари, Италија, 1994.
26. Јован Зивлак, Il cuore del mascalzone, песме, избор и превод на италијански, Таранто, Италија, 1994.
27. Зоран М. Мандић, La lettera del Signore (Господово писмо), песме, избор и превод на италијански, Бари, Италија, 1994.
28. Анђело Липо, Невидљива пчела, песме, избор и превод са италијанског, Сремски Карловци, 1994.
29. Лоредана Пијетрафеза, Вечни звуци, песме, избор и превод са италијанског, Сремски Карловци, 1994.
30. Адам Пуслојић, La solitudine del mammut (Самоћа мамута), песме, избор и превод на италијански, Бари, Италија, 1994.
31. Томислав Мијовић, Non essere ma essere (Не бити, а бити), песме, избор и превод на италијански, Бари, Италија, 1994.
32. Срба Игњатовић, Il cerchio decimo (Десети круг), песме, избор и превод на италијански, Бари, Италија, 1994.
33. Власта Младеновић, Gesù Cristo è il mio testimone (Исус Христос је мој сведок), песме, избор и превод на италијански, Бари, Италија, 1994.
34. Ана Сантоликуидо, Бела једрилица, приповетке, избор и превод са италијанског, Београд — Неготин, 1994.
35. Ана Сантоликуидо, Путовање, песме, избор и превод са италијанског, Ниш, 1994.
36. Данијел Ђанкане, Та луда планета Земља, роман за децу, превод са италијанског, Београд — Неготин, 1994.
37. Пино Индини, Главна књига, песме, избор и превод са италијанског, Београд — Неготин, 1994.
38. Бранко Миљковић, Le acque cieche dello Stige (Слепе воде Стикса), песме, избор и превод на италијански, Бари, Италија, 1994.
39. Грација Стела Елија, Маслина, песме, избор и превод са италијанског, Београд — Неготин, 1994.
40. За оне које волимо — Поруке преко мора / Per quelli che amiamo — Messaggi oltre il mare, двојезична антологија писаца Ниша и Барија, превод са италијанског и на италијански, Ниш, Југославија — Бари, Италија (заједничко издање), 1994.
41. Рафаеле Нигро, Ватре Базента, роман, превод са италијанског, Никшић — Београд, 1994.
42. Нини ди Стефано Буза, Трагачи за бескрајем, песме, превод са италијанског, Београд, 1994.
43. Кристанцијано Серикио, Морски коњиц, песме, превод са италијанског, Сремски Карловци, 1994.
44. Зоран Ћалић, Il nuovo diluvio, песме, избор и превод на италијански, Бари, Италија, 1995.
45. Предраг Богдановић — Ци, Il tosone d'oro (Златно руно), избор и превод на италијански, Милано, Италија, 1995.
46. Данијел Ђанкане, Та луда планета земља, роман за децу, друго издање, превод са италијанског, Никшић, 1995.
47. Ђакомо Леопарди, Почивај заувек уморно срце моје, песме и проза, избор и превод са италијанског, Подгорица, 1996.
48. Ђана Салустио, Зрела жена (наслов оригинала: Rosolio), приповетке, превод са италијанског, Београд, 1996.
49. Драгомир Брајковић, Discorso sulla genesi (Слово о постању), избор и превод на италијански, Бари, Италија, 1996.
50. Срба Ђорђевић, Gli anni delle piogge acide (Године киселих киша), песме, превод на италијански, Бари, Италија, 1996.
51. Данте Алигијери, Божанствена комедија, поема, превод — препев са италијанског, Подгорица, 1996.
52. Едио Фелиће Скјавоне, Последње вече карневала, песме, избор и превод са италијанског, Београд, 1996.
53. Донато Алтомаре, Кућа костура, хорор приповетке, избор и превод са италијанског, Београд, 1996.
54. Драган Драгојловић, L’invocazione del Dio (Дозивање Бога), песме, превод на италијански, Бари,1996.
55. Миодраг Ђукић, драма: L'Ossigeno (Кисеоник), превод на италијански, Молфета, Италија, 1997.
56. Данијел Ђанкане, Италијанска књижевност за децу, есеји, избор и превод са италијанског, Београд, 1997.
57. Зоран Богнар, Il nuovo diluvio, песме, друго допуњено издање, превод на италијански, Верона, 1997.
58. Драган Драгојловић, Il libro dell'amore, песме, избор и превод на италијански, Бари, 1997.
59. Данте Алигијери, Пакао, (Из Божанствене комедије, екавска варијанта), Београд, 1998.
60. Драган Коларевић, Pure questa è guerra (И то је рат), роман, Бари, Италија, 1998.
61. Данте Алигијери, Божанствена комедија, поема, превод — препев са италијанског, друго издање, Подгорица, 1998.
62. Ђана Салустио, Чак ни камила, роман, превод са италијанског, Београд, 1998.
63. Грација Болоњезе, Ренато Греко, Рита Марино Кампо, Три шкољке из Пуље, песме, избор и превод са италијанског, Београд, 1998.
64. Габријеле Д'Анунцио, Ода народу српском, превод са италијанског, ауторство пратећих текстова и њихов превод на италијански, двојезично издање, Београд, 1998.
65. Зоран Богнар, La nuova Arca di Noè, песме, превод на италијански, Италија, 1998.
66. Ђакомо Леопарди, Почивај заувек уморно срце моје, песме, превод са италијанског, Београд, 1998.
67. Ђулијана Морандини, Убиство у Трсту, роман, превод на српски, 1998.
68. Ђовани Бокачо, Декамерон (избор за школску лектиру), Београд, 1998.
69. Рафаеле Нигро, Крстарица Медуза, роман, превод на српски, Београд, 1998.
70. Рафаеле Нигро, Ватре Базента, роман, превод на српски, друго издање, Београд, 1998.
71. Црна Гора у извештајима венецијанских управника 1687–1735. — Il Montenegro da relazioni dei provveditori veneti 1687–1735, превод са италијанског, Подгорица. 1998, двојезично издање.
72. Миломир Краговић, L’attivista casalingo, песме, превод на италијански, Бари, 1998.
73. Мира Марковић, Notte e giorno, дневник, проза, превод на италијански, Edizioni internazionali BETA, Рим, Италија, 1998.
74. Мира Марковић, La risposta, збирка интервјуа, проза, превод на италијански, Edizioni internazionali BETA, Рим, Италија, 1998.
75. Милован Витезовић, Le calze del re Pietro, роман, превод на италијански, Београд, 1999.
76. Данијел Ђанкане, Нове бајке, бајке за децу, превод са италијанског, Београд, 1999.
77. Данте Алигијери, Божанствена комедија, поема, превод — препев са италијанског, прво издање у екавској варијанти, у три књиге: Пакао, Чистилиште, Рај, Београд, 2000.
78. Роберто Фујано, Сунце у граду, песме, избор и превод са италијанског, 2000.
79. Богумира Пејчић, La sposa del sole, песме, Бари, Италија, 2000.
80. Владимир Кршљанин, Eridano, il fiume caldo, песме, превод на италијански, Ноћи, Италија, 2000.
81. Зоран Ђерић, Voglio dimenticare tutto, песме, превод на италијански, Бари, 2001.
82. Виторино Курћи, Између две велике самоће, песме, превод на српски, Београд, 2001.
83. Перо Зубац, Le solitudini delle piogge di Mostar, песме, избор и превод на италијански, Бари, Италија, 2001.
84. Зоран Богнар, La trilogia d'Eliseo, песме, превод на италијански, Бари, Италија, 2001.
85. Анђела Ђанели, Дунавске руке, песме, избор и превод на српски, Сремски Карловци, 2001.
86. Наталија Дудаш, I sandali verdi, песме, превод на италијански, Бари, Италија, 2001.
87. Ђовани Сартори, Демократија, шта је то?, социологија, превод на српски, Подгорица, 2001.
88. Данте Алигијери, Божанствена комедија, са италијанског, друго издање у екавској варијанти, у једној књизи, Београд, 2001.
89. Милован Витезовић, Le calze del re Pietro, роман, превод на италијански, Службени лист, Београд, 2002.
90. Ђино Локапуто, Медитеран... расуте белешке, песме, превод са италијанског језика, Београд, 2002.
91. Ђовани Бокачо, Декамерон, Београд, 2001.
92. Милован Витезовић, Aforismi, избор афоризама, превод на италијански, Нардо, Италија, 2002.
93. Драгослав Мишић, Il vero volto della maschera serba, песме, избор и превод на италијански, Бари, Италија, 2002.
94. Матија Бећковић –Vera Pavladolska, Драган Стојков — Слике, Нови Сад, 2003, песме, превод на италијански.
95. Кристанцијано Серикио, Велико око миленијума, песме, избор и превод на српски, Београд, 2003.
96. Петар Лазић, La breve storia dell'animo, проза на италијански, Бари, Италија, 2003.
97. Кристанцијано Серикио, Ислам и крст, роман, Београд, 2003.
98. Пиетро Аретино, Блудни сонети, песме, Прометеј, Нови Сад, 2003.
99. Сандро Пена, Песме, превод са италијанског, Подгорица, 2004.
100. Енрико Бањато, Tre drammi, превод са италијанског, Сремски Карловци, 2005.
101. Светлана Стипчевић и Данијел Ђанкане, La poesia serba del novecento (српска поезија двадесетог века — антологија и приручник за универзитетске студије), превод на италијански, Бари, Италија, 2005.
102. Џин Тоски Марацани, Коридор, проза, превод са италијанског, Београд, 2006.
103. Данијел Ђанкане, Кунем ти се — Te lo giuro, песме, двојезично издање, превод са италијанског, Смедерево, 2006.
104. Вукоман Бошковић, Бесконачни бисери — Le perle infinite, pesme, двојезично издање, превод са италијанског, Београд, 2006.
105. Данте Алигијери, Божанствена комедија, са бакрописима Гистава Дореа, луксузно издање, превод са италијанског, Београд, 2007.
106. Љубивоје Ршумовић, Abbecedario dei diritti dell’infanzia, превод на италијански, Корато, Италија, 2007.
107. Ђована Ригини Ричи, Кирини синови, приче за децу, Београд, 2007.
108. Ла Вализа, Наших првих двадесет година са Србијом 1986–2006, превод са италијанског, Београд, 2007.
109. Ана Сантоликуидо И зато ја лутам — Ed è per questo che erro, песме, двојезично издање, превод са италијанског, Смедерево, 2007.
110. Лоредана Пијетрафеза, Не смеш да ме волиш, песме, превод са италијанског, Београд, 2007.
111. Il monastero di Visoki Dečani, монографија, превод на италијански, Дечани, 2007.
112. Анђела Де Лео, Баладе под Луном — Le Ballate di Lilith, песме, двојезично издање, превод на српски, Корато, Италија, 2007.
113. Гвидо Фасо, Историја филозофије права, превод са италијанског, Подгорица, 2007.
114. Данијел Ђанкане, Та луда планета земља, роман за децу, Београд, 2008.
115. Сузана Тамаро, Луизито, роман, превод с италијанског, Београд, 2008.
116. Лућана Де Палма, Нећу ти доћи, песме, превод с италијанског, Корато, Италија, 2008.
117. Ђовани Бокачо, Декамерон, проза, превод с италијанског, Београд, 2008.
118. Јозеф Рацингер — Бенедикт Шеснаести, Исус из Назарета, Београд, 2008.
119. Хиландар, монографија, превод на италијански, Нови Сад — Београд, 2008.
120. Драгомир Брајковић, Il sogno di Virgilio — Вергилијев сан, песме, двојезично издање, превод на италијански, Корато, Италија, 2009.
121. Горан Ђорђевић, Смедерево, поема, вишејезично издање, превод на италијански, Смедерево, 2009.
122. Пијетро Батипеде, Ледени осмех, роман за децу, превод с италијанског, Београд, 2009,
123. Никола Де Матео, Још стихове пишем — Ancora scrivo versi, песме, двојезично издање, Смедерево, 2010.
124. Љиљана Хабјановић Ђуровић, Il gioco degli angeli, роман, превод на италијански, Корато, Италија, 2010.
125. Ана Сантоликуидо, Стрељани град — La città fucilata, двојезично издање, превод с италијанског, Корато, Италија, 2010.
126. Милош Црњански, Lamento di Belgrado — Ламент над Београдом, вишејезично издање са илустрацијама Моме Капора, Београд, 2010.
127. Ђузепе Наполитано, Трен по трен — Momento per momento, двојезично издање, поезија, превод на италијански, Смедерево, 2011.
128. Ђерардо Ћофари, Српски цареви и Свети Николај у Барију, историјска студија, превод с италијанског, Београд, 2011.
129. Le favole di La Fontaine, Giunti Kids, превод на италијански, Фиренца, 2011.
130. Љиљана Хабјановић Ђуровић, La confessione dell'anima, роман, превод на италијански, Корато, Италија, 2012.
131. Братислав Р. Милановић, Lettere da un futuro remoto, поезија, превод на италијански, Корато, Италија, 2012.
132. Драган Вучичевић Вучко, Tiberio, позоришна драма, превод на италијански, Корато, Италија, 2012.
133. Анђела Де Лео, Баладе о Лилит и српска земља, поезија, превод с италијанског, Београд, 2012.
134. Милица Лилић, Жубор ума, поезија, превод на италијански, Смедерево, 2012.
135. Захарије Гало, Продавац облака, поезија превод с италијанског, Смедерево, 2012.
136. Анатомски атлас, превод са италијанског, Еврођунти, Београд, 2012
137. Милован Витезовић, Le calze del re Pietro, превод на италијански, Корато, Италија, 2012.
138. Данте Алигијери, Божанствена комедија, Дерета, Београд, 2013.
139. Галилео Галилеј, Расправе и математички докази о две нове науке које се баве механиком и локалним кретањима, превод с италијанског Сремски Карловци — Нови Сад, 2013.
140. Маурицио Еванђелиста, Измишљени град, превод с италијанског, Сремски Карловци, 2013.
141. Анђела Ђанели, Изгубљени замак, Смедерево, превод с италијанског, Смедерево, 2013.
142. Zaccaria Gallo, Serbo Amore / Захарије Гало — Са руком на срцу, двојезично издање, превод на српски, Secop Edizioni, Corato, Italia, 2014,
143. Zaccaria Gallo, Serbo Amore / Захарије Гало — Са руком на срцу, двојезично издање, превод на српски, Културни центар — Карловачка уметничка радионица, Сремски Карловци, 2015.
144. Данте Алигијери, Пакао, превод на српски, Евро–Ђунти, Београд, 2015.
145. Ђовани Бокачо, Декамерон, избор и превод на српски, Евро–Ђунти, Београд, 2015.
146. Milica Lilic Jeftimijevic — Il fuoco e il verbo /Милица Лилић Јефтимијевић — Ватра и слово, двојезично издање, превод на италијански, Secop Edizioni, Corato, Italia, 2015.
147. Маурицио Еванђелиста, двојезично издање, превод с италијанског, La città inventata — Измишљени град, Secop Edizioni, Corato, Italia, 2015.